# Cotação (montanha)

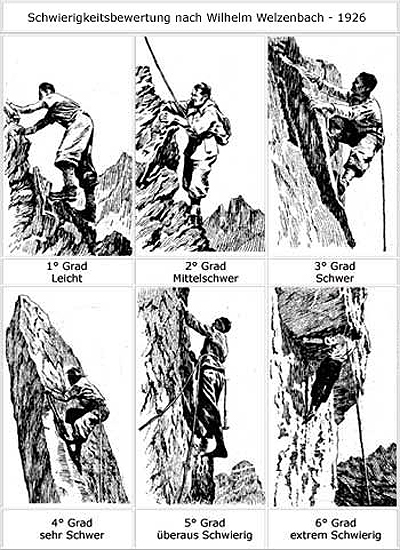
Graus de dificuldade na escalada rochosa, segundo Wilhelm Willo Welzenbach, 1926.

No alpinismo ou na escalada, cotação ou graduação é a classificação de uma via de montanha, em função das dificuldades encontradas no percurso.

## História
A ideia de atribuir valores  aparece muito cedo na história do alpinismo, quando o Grupo de Alta Montanha (Groupe de Haute Montagne)  francês, conforme proposta do alpinista alemão  Wilhelm ''Willo'' Welzenbach, em 1925, introduz uma escala de seis valores - de fácil a extremamente difícil. Definido à partida para as escaladas dos Alpes Orientais, a escala será adaptada aos Alpes Ocidentais por Lucien Devies, em 1935, limitada "unicamente às escaladas puramente rochosas supostas em boas condições"  («aux seules escalades purement rocheuses supposées en bonnes conditions ») .
Esta notação vai sofrer várias alterações e desde 1947, em França, é formada por 6 valores (I a VI) e três letras (a, b, c) para substituir a anterior classificação (VI-, VI, VI+), se bem que as duas continuam a existir em paralelo.
Exemplo de cotação da via Festin de Babeth na Aiguille des Ciseaux 
- Cotação global : ED
- Empenho : I
- Cotação livre > oblig. : 6c+ > 6b+

Em 1978, a União Internacional das Associações de Alpinismo junta vários graus à escala das dificuldades introduzidas em 1947 e que na origem só contava seis .

## Terreno
A escalada é  primeiramente classificada segundo o tipo de terreno, pelo que se fala de escalada rochosa, escalada no gelo e escalada no muro, a artificial.

## Escalada livre
Hoje existem vários sistemas de notação o que complica a troca de dados. Em resumo, tem-se:

### Cotação francesa
Sete valores de I, que corresponde a um caminho abrupto, sendo que no II já é preciso utilizar as mãos, até ao VI. Um bom alpinista está no IV, e sem prática regular é difícil fazer o VI.

Descrição francesa da cotação de uma via, com mistura da notação antiga com a nova.

### Cotação Ewbank
Utilizado na Austrália e Nova Zelândia, foi desenvolvida nos meados dos anos 1960 por John Ewbank. Sistema aberto, vai de 1 a 34.

### Cotação YDS
O Yosemite Decimal System' (YDS), é um sistema numérico que vai de 1 a 5.

### Cotação inglesa
Alfabética de 9 valores que vai do E por Easy ao  ES por Extremely Severe

## Escalada artificial
É feita num muro construído para treino ou em locais onde não haja montanhas nas proximidades. A grande vantagem é de poder oferecer num espaço restrito todas as dificuldades que se quiser.  A notação é alfanumérica (de A0 a A6).

## Cotação UIAA
Como já dito, 1978, a União Internacional das Associações de Alpinismo (UIAA) juntou mais seis graus à escala das dificuldades introduzidas em 1947, e que na origem só continha seis,  utilizando assim  um número seguido de um + ou de um -,  e que varia de 1 a 12 .
N.B.: As cotações dadas na Wikipédia em português para montanhas, agulhas e esqui baseiam-se normalmente nas informações recolhidas em CamptToCamp.
| UIAA  | Estados Unidos | França | Áustria | Reino Unido | Reino Unido | Alemanha (Saxônia) | scope=col \| Noruega | Suécia | Brasil | África do Sul ZAF | Austrália |
| 1     | 5.2            | 1      | 10      | Easy        | Easy        | I                  |                      |        | Isup   | 8                 | 10        |
| 2     | 5.3            | 2      | 11      | M           | M           | II                 | II                   | 9      | 11     |                   |           |
| 3     | 5.4            | 3      | 12      | D           | D           | III                | IIsup                | 10     | 12     |                   |           |
| 4     | 5.5            | 4      | 12      | HVD         | HVD         | IV                 | III                  | 11     | 12     |                   |           |
| 4     | 5.5            | 4      | 13      | HVD         | HVD         | IV                 | III                  | 12     | 12     |                   |           |
| 5-    | 5.6            | 4      | 13      | MS          | MS          | V                  | IIIsup               | 12     | 13     |                   |           |
| 5-    | 5.6            | 5a     | 13      | MS          | MS          | V                  | IIIsup               | 13     | 13     |                   |           |
| 5     | 5.7            | 5a     | 14      | 4a          | S           | VI                 | 5-                   | 13     | 5-     | IV                | 14        |
| 5+    | 5.7            | 5b     | 15      | 4b          | VS          | VI                 | 5                    | 5      | 14     | IV                | 15        |
| 5+    | 5.8            | 5b     | 15      | 4b          | VS          | VIIa               | 5                    | 5      | 14     | IVsup             | 16        |
| 6-    | 5.8            | 5c     | 16      | 4c          | HVS         | VIIa               | 5+                   | 5+     | 15     | IVsup             | 16        |
| 6-    | 5.9            | 5c     | 17      | 5a          | E1          | VIIb               | 5+                   | 5+     | 15     | V                 | 17        |
| 6     | 5.9            | 6a     | 17      | 5a          | E1          | VIIb               | 6-                   | 6-     | 16     | V                 | 17        |
| 6     | 5.9            | 6a     | 18      | 5a          | E1          | VIIb               | 6-                   | 6-     | 17     | V                 | 18        |
| 6+    | 5.10a          | 6a+    | 18      | 5b          | E1          | VIIc               | 6-                   | 6-     | 17     | Vsup              | 19        |
| 6+    | 5.10a          | 6a+    | 19      | 5b          | E1          | VIIc               | 6                    | 6      | 18     | Vsup              | 19        |
| 6+    | 5.10b          | 6a+    | 19      | 5b          | E1          | VIIc               | 6                    | 6      | 18     | VI                | 20        |
| 7-    | 5.10b          | 6a+    | 20      | 5c          | E2          | VIIc               | 6                    | 6      | 19     | VI                | 20        |
| 7-    | 5.10c          | 6b     | 20      | 5c          | E2          | VIIIa              | 6+                   | 6+     | 19     | VI                | 21        |
| 7     | 5.10d          | 6b     | 21      | 5c          | E2          | VIIIb              | 6+                   | 6+     | VIsup  | 20                | 22        |
| 7     | 5.11a          | 6b+    | 21      | 5c          | E2          | VIIIc              | 7-                   | 6+     | VIIa   | 21                | 22        |
| 7+    | 5.11a          | 6c     | 22      | 5c          | E2          | VIIIc              | 7-                   | 6+     | VIIa   | 21                | 22        |
| 7+    | 5.11a          | 6c     | 22      | 6a          | E2          | VIIIc              | 7-                   | 7-     | VIIa   | 22                | 22        |
| 7+    | 5.11b          | 6c+    | 22      | 6a          | E3          | VIIIc              | 7-                   | 7-     | VIIa   | 22                | 22        |
| 8-    | 5.11b          | 6c+    | 22      | 6a          | E3          | VIIIc              | 7-                   | 7-     | VIIa   | 23                | 23        |
| 8-    | 5.11c          | 6c+    | 22      | 6a          | E3          | IXa                | 7                    | 7-     | VIIb   | 23                | 24        |
| 8-    | 5.11c          | 6c+    | 23      | 6a          | E3          | IXa                | 7                    | 7-     | VIIb   | 24                | 24        |
| 8     | 5.11d          | 7a     | 23      | 6a          | E4          | IXb                | 7                    | 7      | VIIc   | 24                | 25        |
| 8     | 5.11d          | 7a     | 23      | 6b          | E4          | IXb                | 7+                   | 7      | VIIc   | 25                | 25        |
| 8     | 5.12a          | 7a+    | 24      | 6b          | E4          | IXc                | 7+                   | 7      | VIIIa  | 25                | 25        |
| 8+    | 5.12a          | 7a+    | 24      | 6b          | E4          | IXc                | 7+                   | 7+     | VIIIa  | 26                | 25        |
| 8+    | 5.12b          | 7b     | 24      | 6b          | E5          | IXc                | 8-                   | 7+     | VIIIb  | 26                | 25        |
| 8+    | 5.12b          | 7b     | 25      | 6b          | E5          | IXc                | 8-                   | 7+     | VIIIb  | 26                | 25        |
| 9-    | 5.12c          | 7b+    | Xa      | 6b          | E5          | VIIIc              | 8-                   | 7+     | 27     | 26                |           |
| 9-    | 5.12c          | 7b+    | Xa      | 6b          | E5          | VIIIc              | 8                    | 8-     | 27     | 26                |           |
| 9-    | 5.12c          | 7b+    | Xa      | 26          | E5          | VIIIc              | 8                    | 8-     | 27     | 26                | 6c        |
| 9     | 5.12d          | 7c     | 27      | Xb          | E5          | IXa                | 8                    | 8-     | 28     | 27                | 6c        |
| 9     | 5.12d          | 7c     | 27      | Xb          | E5          | IXa                | 8                    | 8      | 28     | 27                | 6c        |
| 9     | 5.13a          | 7c+    | 27      | E6          | Xc          | IXb                | 8                    | 29     | 28     |                   | 6c        |
| 9     | 5.13a          | 7c+    | 28      | E6          | Xc          | IXb                | 8+                   | 29     | 28     |                   | 6c        |
| 9+    | 5.13b          | 8a     | 28      | E6          | Xc          | 7a                 | 8+                   | IXc    | 30     | 29                |           |
| 9+    | 5.13b          | 8a     | 29      | E6          | Xc          | 7a                 | 8+                   | IXc    | 30     | 29                |           |
| 9+    | 5.13b          | 8a     | E7      | 9-          | Xc          | 7a                 | 8+                   | IXc    | 30     | 29                |           |
| 10-   | 5.13c          | 8a+    | E7      | 9-          | 30          | 7a                 | 8+                   | XIa    | Xa     | 29                | 31        |
| 10-   | 5.13c          | 8a+    | E7      | 9-          | 30          | 7a                 | 8+                   | XIa    | Xa     | 30                | 31        |
| 10-   | 5.13c          | 8a+    | E7      | 9-          | 30          | 7a                 | 8+                   | XIa    | Xa     | 31                | 31        |
| 10    | 5.13d          | 8b     | E7      | 9-          | 31          | 7a                 | 9-                   | XIa    | Xb     | 32                | 32        |
| 10    | 5.13d          | 8b     | E7      | 9           | 31          | 7a                 | 9-                   | XIa    | Xb     | 32                | 32        |
| 10    | 5.14a          | 8b+    | E7      | 7b          | 31          | XIb                | 9-                   | Xc     | 33     |                   | 32        |
| 10+   | 5.14a          | 8b+    | 32      | 7b          | E8          | XIb                | 9                    | Xc     | 33     |                   | 32        |
| 10+   | 5.14b          | 8c     | 33      | 7b          | E8          | XIb                | 9                    | 9+     | XIa    | 34                | 33        |
| 11-   | 5.14b          | 8c     | 33      | 7b          | E8          | XIb                | 9                    | 9+     | XIa    | 34                | 33        |
| 5.14c | 8c+            | 34     | E9      | 7b          | XIc         | 9+                 | 35                   | 9+     | XIa    |                   | 33        |
| 11    | 5.14d          | 9a     | E9      | 7b          | XIc         | 9+                 | 35                   | 9+     | XIa    | 36                | 34        |
| 11    | 5.14d          | 9a     | E10     | 7b          | XIc         | 9+                 | 35                   | 9+     | XIa    | 36                | 34        |
| 11+   | 5.15a          | 9a+    | 36      | 7b          | XIc         | 9+                 | 37                   | 9+     | XIa    |                   | 34        |
| 11+   | 5.15b          | 9b     | 37      | 7b          | XIc         | 9+                 | E11                  | 9+     | XIa    |                   | 34        |
|       | 5.15c          | 9b+    |         | 7b          | XIc         | 9+                 | E11                  | 9+     | XIa    |                   | 34        |